# Kallum Cesay
Kallum Xzeiba Tracey Cesay (Londra, 4 settembre 2002) è un calciatore inglese naturalizzato sierraleonese, difensore del Wealdstone.

## Biografia
Possiede origini sierraleonesi.

## Caratteristiche tecniche
Terzino destro, in grado di agire sulla fascia sinistra e da mediano.

## Carriera

### Club
Muove i suoi primi passi nelle giovanili del West Ham Utd, prima di essere tesserato dal Tottenham nel 2019, che lo aggrega alla formazione riserve. Il 20 febbraio 2024 viene ingaggiato dal Wealdstone, nella quinta divisione inglese.

### Nazionale
Il 20 marzo 2022 viene convocato dal CT John Keister in vista degli impegni contro Togo, Liberia e Congo. Esordisce in nazionale il 29 marzo contro il Congo in amichevole, segnando una doppietta (1-2 il finale).

## Statistiche

### Presenze e reti nei club
Statistiche aggiornate al 7 settembre 2024.
| Stagione             | Squadra              | Campionato           | Campionato | Campionato | Coppe nazionali | Coppe nazionali | Coppe nazionali | Coppe continentali | Coppe continentali | Coppe continentali | Altre coppe | Altre coppe | Altre coppe | Totale | Totale |
| Stagione             | Squadra              | Comp                 | Pres       | Reti       | Comp            | Pres            | Reti            | Comp               | Pres               | Reti               | Comp        | Pres        | Reti        | Pres   | Reti   |
| -------------------- | -------------------- | -------------------- | ---------- | ---------- | --------------- | --------------- | --------------- | ------------------ | ------------------ | ------------------ | ----------- | ----------- | ----------- | ------ | ------ |
| 2021-2022            | Tottenham U-21       | -                    | -          | -          | -               | -               | -               | -                  | -                  | -                  | FLT         | 3           | 0           | 3      | 0      |
| 2022-2023            | Tottenham U-21       | -                    | -          | -          | -               | -               | -               | -                  | -                  | -                  | FLT         | 2           | 0           | 2      | 0      |
| Totale Tottenham-U21 | Totale Tottenham-U21 | Totale Tottenham-U21 | -          | -          |                 | -               | -               |                    | -                  | -                  |             | 5           | 0           | 5      | 0      |
| feb.-giu. 2024       | Wealdstone           | NL                   | 9          | 0          | -               | -               | -               | -                  | -                  | -                  | -           | -           | -           | 9      | 0      |
| 2024-2025            | Wealdstone           | NL                   | 7          | 0          | -               | -               | -               | -                  | -                  | -                  | -           | -           | -           | 7      | 0      |
| Totale Wealdstone    | Totale Wealdstone    | Totale Wealdstone    | 16         | 0          |                 | -               | -               |                    | -                  | -                  |             | -           | -           | 16     | 0      |
| Totale carriera      | Totale carriera      | Totale carriera      | 16         | 0          |                 | -               | -               |                    | -                  | -                  |             | 5           | 0           | 21     | 0      |

### Cronologia presenze e reti in nazionale
| Cronologia completa delle presenze e delle reti in nazionale ― Sierra Leone | Cronologia completa delle presenze e delle reti in nazionale ― Sierra Leone | Cronologia completa delle presenze e delle reti in nazionale ― Sierra Leone | Cronologia completa delle presenze e delle reti in nazionale ― Sierra Leone | Cronologia completa delle presenze e delle reti in nazionale ― Sierra Leone | Cronologia completa delle presenze e delle reti in nazionale ― Sierra Leone | Cronologia completa delle presenze e delle reti in nazionale ― Sierra Leone | Cronologia completa delle presenze e delle reti in nazionale ― Sierra Leone |
| Data                                                                        | Città                                                                       | In casa                                                                     | Risultato                                                                   | Ospiti                                                                      | Competizione                                                                | Reti                                                                        | Note                                                                        |
| --------------------------------------------------------------------------- | --------------------------------------------------------------------------- | --------------------------------------------------------------------------- | --------------------------------------------------------------------------- | --------------------------------------------------------------------------- | --------------------------------------------------------------------------- | --------------------------------------------------------------------------- | --------------------------------------------------------------------------- |
| 29-3-2022                                                                   | Adalia                                                                      | Rep. del Congo                                                              | 1 – 2                                                                       | Sierra Leone                                                                | Amichevole                                                                  | 2                                                                           | 74’                                                                         |
| 13-6-2022                                                                   | Conakry                                                                     | Sierra Leone                                                                | 2 – 2                                                                       | Guinea-Bissau                                                               | Qual. Coppa d'Africa 2023                                                   | -                                                                           | 82’                                                                         |
| 24-9-2022                                                                   | Johannesburg                                                                | Sudafrica                                                                   | 4 – 0                                                                       | Sierra Leone                                                                | Amichevole                                                                  | -                                                                           | 46’ 58’                                                                     |
| 27-9-2022                                                                   | Casablanca                                                                  | RD del Congo                                                                | 3 – 0                                                                       | Sierra Leone                                                                | Amichevole                                                                  | -                                                                           | 77’                                                                         |
| Totale                                                                      |                                                                             | Presenze                                                                    | 4                                                                           |                                                                             | Reti                                                                        | 2                                                                           |                                                                             |